# William McGinnis
William J. McGinnis (* 1952) ist ein amerikanischer Molekularbiologe, der die Hox-Gene, welche die Embryonalentwicklung bei Wirbeltieren steuern, entdeckt hat.

## Leben
McGinnis schloss 1982 sein Studium an der University of California, Berkeley mit einem Ph.D. ab, danach ging er als Postdoc an die Universität Basel. Von 1984 bis 1995 war er Professor an der Yale University, seitdem ist er an University of San Diego. 2010 wurde er in die American Academy of Arts and Sciences gewählt, 2019 in die National Academy of Sciences.